# Kéreghangya

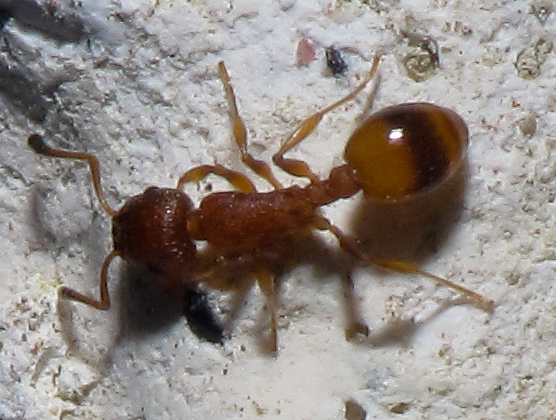
Gyűrűs kéreghangya (Temnothorax unifasciatus)

A kéreghangya (Temnothorax) a hangyák (Formicidae) családjában a bütyköshangyaformák (Myrmicinae) alcsaládba sorolt szívhangyarokonúak (Crematogastrini) nemzetségének egyik neme több mint háromszáz fajjal.

## Származása, elterjedése
Az északi féltekén terjedt el. Az Egyenlítőt csak egy faja éri el Afrikában.
Magyarországon 14 faja él:
- erdei kéreghangya (Temnothorax affinis)
- ligeti kéreghangya (Temnothorax albipennis)
- rozsdás kéreghangya (Temnothorax clypeatus)
- ritka kéreghangya (Temnothorax corticalis)
- gubacslakó kéreghangya (Temnothorax crassispinus)
- kormosképű kéreghangya (Temnothorax interruptus)
- fényesfejű kéreghangya (Temnothorax jailensis)
- feketefejű kéreghangya (Temnothorax nigriceps)
- apró kéreghangya (Temnothorax parvulus)
- füstös kéreghangya (Temnothorax sordidulus)
- barnatorú kéreghangya (Temnothorax tuberum)
- sárga kéreghangya (Temnothorax turcicus)
- gyűrűs kéreghangya (Temnothorax unifasciatus)
- rabszolgatartó kéreghangya (Temnothorax zaleskyi)

## Életmódja, élőhelye
A legtöbb faj bolyait kevesen lakják; van, hogy csak néhány tucat egyed. Épp ezért a boly rendkívül kis helyen elfér: gyakran gallyacskában vagy gubacsban rendezik be (Tartally).
Egy amerikai faj különlegessége, hogy lárvái jelentős tápértékű váladékot izzadnak ki, és ezt a királynő nyalogatja le róluk (Foitzik–Fritsche, 9. old., 23. old.).

## Fajok
Recens fajok (a hazaiak kivételével):
- Temnothorax abeli
- Temnothorax acuminatus
- Temnothorax adustus
- Temnothorax alayoi
- Temnothorax albispinus
- Temnothorax algiricus
- Temnothorax alienus
- Temnothorax alinae
- Temnothorax allardycei
- Temnothorax alpinus
- Temnothorax ambiguus
- Temnothorax anacanthus
- Temnothorax anaphalantus
- Temnothorax andersoni
- Temnothorax andrei
- Temnothorax androsanus
- Temnothorax angulohumerus
- Temnothorax angustulus
- Temnothorax anira
- Temnothorax annexus
- Temnothorax annibalis
- Temnothorax anodonta
- Temnothorax anodontoides
- Temnothorax antera
- Temnothorax antigoni
- Temnothorax arboreus
- Temnothorax arcanus
- Temnothorax archangelskiji
- Temnothorax arenarius
- Temnothorax argentipes
- Temnothorax arimensis
- Temnothorax arpini
- Temnothorax artvinense
- Temnothorax atlantis
- Temnothorax atomus
- Temnothorax augusti
- Temnothorax auresianus
- Temnothorax aveli
- Temnothorax aztecus
- Temnothorax baeticus
- Temnothorax banao
- Temnothorax barbouri
- Temnothorax barroi
- Temnothorax barryi
- Temnothorax basara
- Temnothorax bejaraniensis
- Temnothorax berlandi
- Temnothorax bermudezi
- Temnothorax bestelmeyeri
- Temnothorax bicolor
- Temnothorax bikara
- Temnothorax bimbache
- Temnothorax blascoi
- Temnothorax brackoi
- Temnothorax bradleyi
- Temnothorax brauneri
- Temnothorax brevidentis
- Temnothorax brevispinosus
- Temnothorax bristoli
- Temnothorax bruneri
- Temnothorax bucheti
- Temnothorax bugnioni
- Temnothorax bulgaricus
- Temnothorax cabrerae
- Temnothorax caesari
- Temnothorax caguatan
- Temnothorax cagnianti
- Temnothorax canescens
- Temnothorax carinatus
- Temnothorax cenatus
- Temnothorax chandleri
- Temnothorax ciferrii
- Temnothorax cokendolpheri
- Temnothorax coleenae
- Temnothorax confucii
- Temnothorax congruus
- Temnothorax convexus
- Temnothorax cornibrevis
- Temnothorax creightoni
- Temnothorax creolus
- Temnothorax crepuscularis
- Temnothorax cristinae
- Temnothorax cuneinodis
- Temnothorax curtisetosus
- Temnothorax curtulus
- Temnothorax curvispinosus
- Temnothorax cuyaguateje
- Temnothorax darlingtoni
- Temnothorax davisi
- Temnothorax delaparti
- Temnothorax desertorum
- Temnothorax desioi
- Temnothorax dessyi
- Temnothorax discoloratus
- Temnothorax dissimilis
- Temnothorax ditifet
- Temnothorax duloticus
- Temnothorax eburneipes
- Temnothorax emmae
- Temnothorax exilis
- Temnothorax finzii
- Temnothorax flavicornis
- Temnothorax flavidulus
- Temnothorax flavispinus
- Temnothorax foreli
- Temnothorax formosus
- Temnothorax fragosus
- Temnothorax fuentei
- Temnothorax fultonii
- Temnothorax fumosus
- Temnothorax furunculus
- Temnothorax fuscatus
- Temnothorax gaetulus
- Temnothorax galeatus
- Temnothorax gallae
- Temnothorax gibbifer
- Temnothorax goniops
- Temnothorax gracilicornis
- Temnothorax graecus
- Temnothorax gredosi
- Temnothorax grouvellei
- Temnothorax gundlachi
- Temnothorax hadrumetensis
- Temnothorax haira
- Temnothorax hesperius
- Temnothorax hispaniolae
- Temnothorax hispidus
- Temnothorax huehuetenangoi
- Temnothorax himachalensis
- Temnothorax ibericus
- Temnothorax imias
- Temnothorax indra
- Temnothorax inermis
- Temnothorax iranicus
- Temnothorax iris
- Temnothorax isabellae
- Temnothorax italicus
- Temnothorax ixili
- Temnothorax janushevi
- Temnothorax josephi
- Temnothorax kashmirensis
- Temnothorax kaszabi
- Temnothorax kemali
- Temnothorax kinomurai
- Temnothorax kirghizicus
- Temnothorax kiudiria
- Temnothorax knipovitshi
- Temnothorax korbi
- Temnothorax koreanus
- Temnothorax kraussei
- Temnothorax kubira
- Temnothorax kurilensis
- Temnothorax laciniatus
- Temnothorax laestrygon
- Temnothorax laetus
- Temnothorax lagrecai
- Temnothorax laurae
- Temnothorax leoni
- Temnothorax lereddei
- Temnothorax leucacanthus
- Temnothorax leviceps
- Temnothorax leyeensis
- Temnothorax lichtensteini
- Temnothorax liebi
- Temnothorax longipilosus
- tövises kéreghangya (Temnothorax longispinosus)
- Temnothorax luteus
- Temnothorax makora
- Temnothorax manni
- Temnothorax maoerensis
- Temnothorax marocana
- Temnothorax massiliensis
- Temnothorax mauritanicus
- Temnothorax maurus
- Temnothorax megalops
- Temnothorax melas
- Temnothorax melleus
- Temnothorax melnikovi
- Temnothorax messiniaensis
- Temnothorax mexicanus
- Temnothorax michali
- Temnothorax microreticulatus
- Temnothorax mimeuri
- Temnothorax minozzii
- Temnothorax minutissimus
- Temnothorax mirabilis
- Temnothorax miserabilis
- Temnothorax mongolicus
- Temnothorax monjauzei
- Temnothorax mortoni
- Temnothorax mpala
- Temnothorax myersi
- Temnothorax nadigi
- Temnothorax naeviventris
- Temnothorax nassonowi
- Temnothorax neminan
- Temnothorax neomexicanus
- Temnothorax nevadensis
- Temnothorax niger
- Temnothorax nigriceps
- Temnothorax nigritus
- Temnothorax nipensis
- Temnothorax nitens
- Temnothorax nordmeyeri
- Temnothorax normandi
- nyugati kéreghangya (Temnothorax nylanderi)
- Temnothorax obliquicanthus
- Temnothorax obscurior
- Temnothorax obturator
- Temnothorax ocarinae
- Temnothorax oraniensis
- Temnothorax orchidus
- Temnothorax oxianus
- Temnothorax oxynodis
- Temnothorax pallidipes
- Temnothorax pallidus
- Temnothorax pamiricus
- Temnothorax pan
- Temnothorax pardoi
- Temnothorax pastinifer
- Temnothorax pelagosanus
- Temnothorax peninsularis
- Temnothorax pergandei
- Temnothorax personatus
- Temnothorax peyerimhoffi
- Temnothorax pisarskii
- Temnothorax platycephalus
- Temnothorax platycnemis
- Temnothorax poeyi
- Temnothorax politus
- Temnothorax porphyritis
- Temnothorax productus
- Temnothorax pulchellus
- Temnothorax punctaticeps
- Temnothorax punctatissimus
- Temnothorax punctithorax
- Temnothorax punicans
- Temnothorax purpuratus
- Temnothorax rabaudi
- Temnothorax racovitzai
- Temnothorax recedens
- Temnothorax reduncus
- Temnothorax risii
- Temnothorax rothneyi
- Temnothorax rottenbergii
- Temnothorax rudis
- Temnothorax rufus
- Temnothorax rugatulus
- Temnothorax ruginosus
- Temnothorax rugithorax
- Temnothorax rugosus
- Temnothorax rugulosus
- Temnothorax sallei
- Temnothorax salvini
- Temnothorax santra
- Temnothorax santschii
- Temnothorax sardous
- Temnothorax satunini
- Temnothorax saudiae
- Temnothorax saxatilis
- Temnothorax saxonicus
- Temnothorax schaufussi
- Temnothorax schaumii
- Temnothorax schmittii
- Temnothorax schoedli
- Temnothorax schurri
- Temnothorax schwarzi
- Temnothorax semenovi
- Temnothorax semiruber
- Temnothorax senectutis
- Temnothorax serviculus
- Temnothorax sevanensis
- Temnothorax shannxiensis
- Temnothorax shelkovnikovi
- Temnothorax silvestrii
- Temnothorax simesno
- Temnothorax singularis
- Temnothorax skwarrae
- Temnothorax smithi
- Temnothorax solerii
- Temnothorax solidinodus
- Temnothorax specularis
- Temnothorax spinosior
- Temnothorax spinosus
- Temnothorax splendens
- Temnothorax squamifer
- Temnothorax steinbergi
- Temnothorax stenotyle
- Temnothorax stollii
- Temnothorax striatulus
- Temnothorax striatus
- Temnothorax subcingulatus
- Temnothorax subditivus
- Temnothorax suberis
- Temnothorax susamyri
- Temnothorax taivanensis
- Temnothorax tamarae
- Temnothorax tauricus
- Temnothorax tebessae
- Temnothorax tenuisculptus
- Temnothorax tenuispinus
- Temnothorax terricola
- Temnothorax terrigena
- Temnothorax tesquorum
- Temnothorax texanus
- Temnothorax theryi
- Temnothorax tianschanicus
- Temnothorax torrei
- Temnothorax totonicapani
- Temnothorax triangularis
- Temnothorax tricarinatus
- Temnothorax tricolor
- Temnothorax tristis
- Temnothorax turritellus
- Temnothorax tuscaloosae
- Temnothorax tyndalei
- Temnothorax universitatis
- Temnothorax usunkul
- Temnothorax versicolor
- Temnothorax villarensis
- Temnothorax violaceus
- Temnothorax volgensis
- Temnothorax werneri
- Temnothorax wheeleri
- Temnothorax whitfordi
- Temnothorax wollastoni
- Temnothorax wroughtonii
- Temnothorax wui
- Temnothorax xanthos
- Temnothorax zhejiangensis

Kihalt fajok:
- † Temnothorax glaesarius
- † Temnothorax gracilis
- † Temnothorax hystriculus
- † Temnothorax longaevus
- † Temnothorax placivus
- † Temnothorax praecreolus